# New Beat Bossa Nova Means the Samba Swings, Vol.2
New Beat Bossa Nova Means the Samba Swings, Vol.2 è un album di Zoot Sims, pubblicato dalla Coolpix Records nel settembre del 1963. Il disco fu registrato nel novembre 1962 a New York City, New York (Stati Uniti).

## Tracce
Lato A
1. Cançion de Bernadito (Bernie's Tune) – 2:58 (Jerry Leiber, Bernard Miller, Mike Stoller)
2. Poquito cantando – 2:30 (D. Costa)
3. Pies danzantes (Tickle Toe) – 2:37 (Lester Young)
4. Camino solitario (Lonesome Road) – 4:20 (Gene Austin, Nathaniel Shilkret)
5. Samba istantanea (Instant Samba) – 2:25 (D. Costa)

Lato B
1. Llamaron el viento Maria (They Call the Wind Maria) – 2:55 (Alan Jay Lerner, Frederick Loewe)
2. Querido retorna a Mi (Lover Come Back to Me) – 5:00 (Sigmund Romberg, Oscar Hammerstein II)
3. Hijo de la naturaleza (Nature Boy) – 3:02 (Eden Ahbez)
4. Buscando la luna (Reaching for the Moon) – 2:50 (Irving Berlin)
5. No juegues con el amor (Don't Fool with Love) – 3:17 (Stanley Lebowsky, Johnny Lehmann)

## Musicisti
- Zoot Sims - sassofono tenore
- Phil Bodner - flauto, reeds
- Ronnie Odrich - flauto, reeds
- Jerry Sanfino - flauto, reeds
- Spencer Sinatra - flauto, reeds
- Sol Schlinger - clarinetto
- Barry Galbraith - chitarra
- Jim Hall - chitarra
- Milt Hinton - contrabbasso
- Sol Gubin - percussioni
- Tommy Lopez - percussioni
- Willie Rodriguez - percussioni
- Ted Sommer - percussioni[4]